# Голаньч (гмина)
Голаньч (пол. Gołańcz) — гмина (волость) в Польше, входит как административная единица в Вонгровецкий повет, Великопольское воеводство. Население — 8407 человек (на 2004 год). Город Голаньч.

## Сельские округа
1. Богданово
2. Брдово
3. Бушево
4. Хавлодно
5. Хойна
6. Черлин
7. Чеславице
8. Чешево
9. Грабово
10. Езорки
11. Конары
12. Кшижанки
13. Куявки
14. Лясковница-Велька
15. Ленгнишево
16. Мораково
17. Моракувко
18. Олешно
19. Панигрудз
20. Потулин
21. Рыбово
22. Смогулец
23. Томчице
24. Грензины
25. Лясковница-Мала

## Соседние гмины
1. Гмина Дамаславек
2. Гмина Кцыня
3. Гмина Маргонин
4. Гмина Шамоцин
5. Гмина Вапно
6. Гмина Вонгровец
7. Гмина Выжиск